# Aeroport de Tànger Ibn Battuta
L'Aeroport de Tanger-Ibn Battouta)àrab: مطار طنجة ابن بطوطة, Maṭār Ṭanja ibn Baṭṭūṭa; amazic estàndard marroquí: ⴰⵣⴰⴳⵯⵣ ⴰⴳⵔⴰⵖⵍⴰⵏ ⵏ ⴱⵏⵓ ⴱⵟⵟⵓⵟⴰ, azagʷz agraƔlan n bnu bṭṭuṭa) (codi IATA: TNG, codi OACI: GMTT) és un aeroport internacional que serveix Tànger, capital de la regió de Tànger-Tetuan-Al Hoceima, al Marroc. L'aeroport va rebre el nom de Ibn Battuta (1304-1368), un viatger marroquí nascut a Tànger. L'aeroport era conegut antigament com a Aeroport de Tànger-Boukhalef. El 2008 es va inaugurar un nou edifici terminal de l'aeroport per proporcionar molts més vols i una major capacitat de passatgers. L'aeroport està certificada per la norma estàndard de qualitat ISO 9001/2000. L'aeroport va rebre més de 856,818 passatgers l'any 2015.
L'aeroport és el hub principal de l'aerolínia nacional Royal Air Maroc i l'aerolínia de baix cost Air Arabia Maroc.

## Instal·lacions

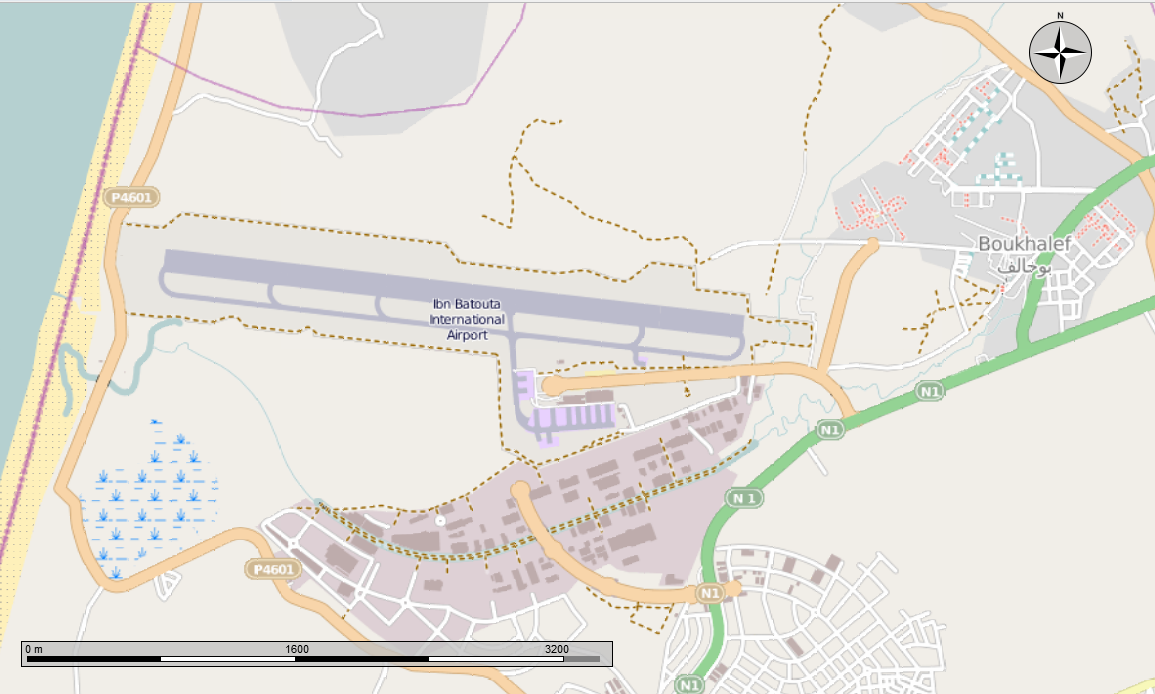
Mapa de l'aeroport.

L'espai d'estacionament d'aeronaus de 40.640 metres quadrats (437 sq ft) suporta fins a quatre Boeing 737 i un Boeing 747. Per a petites aeronaus s'assignen dues seccions dedicades. La terminal aèria té 6,200 m2 (66,736 sq ft) i dissenyat per a transitar 1.250.000 passatgers a l'any. La terminal de càrrega té 529 m2 (5,694 sq ft) d'espai cobert.
L'aeroport té dues pistes d'aterratge però només la més llarga està activa i la de 07/25 és tancada. La pista 10/28 és de 3.500 metres de longitud i és capaç de manejar aeronaus de totes les mides fins i tot les d'un Boeing 747 i Airbus A380-800.
L'aeroport compta amb una certificació ILS (Loc – Glide – DME) i ofereix les següents ajudes de radionavegació: VOR - DME - NDB. La il·luminació PAPI és disponible per a la pista 10/28 per als enfocaments d'un o altre sentit.
Tànger-Ibn Battouta és un dels sis aeroports al Marroc on ONDA ofereix el seu servei especial VIP Salon Convives de Marque.

## Aerolínies i destinacions

### Passatgers
| Aerolínies                          | Destinacions |
| ----------------------------------- | --- |
| Air Arabia Maroc                    | Amsterdam, Barcelona, Brussel·les, Istanbul-Sabiha Gökçen, Londres-Gatwick, Madrid, Màlaga (comença el 4 de desembre de 2016), Montpeller, París-Charles de Gaulle (comença el 4 de desembre de 2016) |
| Corendon Dutch Airlines             | Estacional: Amsterdam, Fes |
| Eurowings operat per Germanwings    | Estacional: Colònia/Bonn |
| Iberia operat per Air Nostrum       | Madrid Estacional: Màlaga (comença el 21 de juliol de 2017) |
| Royal Air Maroc                     | Amsterdam, Brussel·les, Casablanca, París–Orly Estacional: Barcelona, Londres–Heathrow, Nador, Fes Xàrter estacional: Jeddah, Medina                                                                  |
| Royal Air Maroc Express             | Casablanca, Gibraltar Estacional: Madrid |
| Ryanair                             | Beauvais, Charleroi, Hahn, Madrid, Marsella |
| Saudia                              | Xàrter estacional: Jeddah, Medina |
| TAP Portugal operat per TAP Express | Lisboa |
| Transavia                           | Xàrter: Amsterdam, París–Orly |
| TUIfly Belgium                      | Charleroi, París-Orly Estacional: Brussel·les, Lieja, Rotterdam |
| Vueling                             | Barcelona Estacional: París-Charles de Gaulle |

### Càrrega
| Aerolínies           | Destinacions                                             |
| -------------------- | -------------------------------------------------------- |
| ASL Airlines Ireland | Lisboa-Portela, Paris-Orly                               |
| DHL Aviation         | Alacant                                                  |
| Med Airlines         | Casablanca, Lisboa-Portela, París-Orly, Porto, Saragossa |

## Estadístiques
| Trànsit              | 2015    | 2014    | 2011    | 2008    | 2007    | 2006    | 2005    | 2004    | 2003    | 2002    |
| -------------------- | ------- | ------- | ------- | ------- | ------- | ------- | ------- | ------- | ------- | ------- |
| Moviments d'aeronaus | ?       | ?       | ?       | 5485    | 5991    | 6179    | 7092    | 7496    | 7422    | 7361    |
| Passatgers           | 856,818 | 853,251 | 849,882 | 484,391 | 365,750 | 292,599 | 262,698 | 256,149 | 259,466 | 268,829 |
| Pes (tones)          | ?       | ?       | 587.78  | 524.79  | 628.73  | 621.57  | 359.78  | 533.14  | 495.78  | 417.20  |

## Accés
Tànger-Ibn Battouta té una parada de taxis dedicat. Hi ha disponibles taxis col·lectius les 24 hores del dia a la vorera al davant de la terminal. El preu d'aquests taxis és fixat pel Govern del Marroc. No hi ha línies d'autobusos que serveixin l'aeroport directament. Els petits taxis locals poden deixar els passatgers, però se'ls prohibeix recollir-los a la terminal.

## Incidents i accidents
- El 13 d'octubre de 1953 va morir un passatger en un vol local a Casablanca. Durant l'ascens inicial de Tànger l'avió es va trobar amb problemes desconeguts i va fer un aterratge d'emergència en una platja. L'avió va quedar danyat sense possibilitat de reparació.
- El 23 de desembre de 1973, un Sud Aviation Caravelle llogat a Royal Air Maroc es va estavellar a prop de l'aeroport després que el pilot va girar massa lluny a l'Est en el seu acostament a la pista d'aterratge 28. En condicions de foscor i de pluges l'avió va sobrevolar terrenys perillosos i es va estavellar a les muntanyes. Tots els 106 a bord van morir.[17]
- El 23 de novembre de 1988 un Vickers Viscount G-BBVH de Gibraltar Airways va quedar danyat sense possibilitat de reparació en un accident d'aterratge.[18]